# Andy Pichler
Andy Pichler (* 4. Oktober 1955 in Weiz, eigentlich Anton Pichler) ist ein ehemaliger österreichischer Fußballspieler und jetziger -trainer. Er absolvierte beinahe seine gesamte Spielerlaufbahn beim SK Sturm Graz und steht dort an dritter Stelle (hinter Mario Haas und Günther Neukirchner) der Rekordspielerliste.

## Karriere

### Spielerkarriere
Pichler begann seine Karriere als Fußballspieler beim SC Weiz, bei dem er von 1964 bis 1974 spielte, ehe er vom österreichischen Bundesligisten SK Sturm Graz ein Angebot erhielt, das er auch annahm. In seinen Jahren bei Sturm, die von 1974 bis 1986 dauerten, lief er in 410 Meisterschaftsspielen auf und erzielte dabei 25 Tore. In der Saison 1980/81 wurde er Vizemeister mit den Blackies, nachdem man im letzten Meisterschaftsspiel der Saison dem SK Rapid Wien mit 1:4 unterlag und so am Ende nur einen Punkt hinter dem FK Austria Wien in der Tabelle klassierte. Außerdem schaffte Andy Pichler es in der Saison 1983/84 mit den Grazern ins Viertelfinale des UEFA-Cups, bei dem der steirische Traditionsklub nach einem skandalösen Spiel nur knapp den Aufstieg ins Halbfinale verpasste. Im Frühjahr 1987 wechselte Pichler zum Donawitzer SV Alpine, wo er zu 14 Einsätzen kam, bevor er im Sommer 1987 in die niederösterreichische Landeshauptstadt St. Pölten zu VSE St. Pölten transferierte. Dort war er bis 1988 in 26 Meisterschaftsspielen im Einsatz. Zu weiteren 22 Einsätzen für die Mannschaft kam er in den Jahren 1993 bis 1994.

### International
In die österreichische Nationalmannschaft wurde Pichler 41 Mal einberufen, kam aber nur zu 11 Einsätzen. Sein Debüt feierte er am 15. Dezember 1976 beim Auswärtsspiel gegen Israel in Tel Aviv, das die rot-weiß-rote Elf mit 3:1 für sich entscheiden konnte. Er spielte die vollen 90 Minuten der Spieldauer durch. Weiters nahm Pichler an der WM 1982 in Spanien teil.

### Trainerkarriere
Nach dem Ende seiner Laufbahn als aktiver Fußballspieler begann er, während er noch beim VSE St. Pölten spielte, mit seiner Trainerkarriere. Von 1988 bis 1990 war Pichler Trainer bei den Sankt Pöltnern, ehe er im Jahre 1990 nach Fürstenfeld zum dortigen SC Fürstenfeld kam. Bis zum Jahre 1992 trainierte er den Sportklub in der Südoststeiermark, als es ihn ins Südburgenland zum dort ansässigen Sportverein Güssing verschlug, den er ebenfalls nur zwei Jahre trainierte. Im Jahre 1994 kam Andy Pichler erneut zum Trainerposten des VSE St. Pölten, den er bereits ein Jahr später wieder aufgab um abermals zum SC Fürstenfeld zu wechseln. Von 1995 bis 1997 war er Trainer der Fürstenfelder, ehe es ihn nur einen Bezirk weiter nach Feldbach zum SV Feldbach verschlug. Nach drei Jahren in Feldbach kam er im Jahre 2000 erneut ins Burgenland und wurde Trainer des SV Eltendorf. Bei den Eltendorfern verbrachte er seine bisher längste Zeit als Trainer, die von 2000 bis 2004 dauerte. Im Jahre 2004 unterschrieb Pichler einen Trainervertrag beim USV Gnas. Nur zwei Jahre später verließ er den Fußballverein aus Gnas wieder, um den freigewordenen Trainerposten beim fünftklassigen USV Unterlamm zu übernehmen. Nach sechs Niederlagen in Folge wurde Pichler in der Herbstsaison 2008/09 vom Verein aus Unterlamm entlassen. Seit 2009 ist Andy Pichler Trainer des USV Söchau in der südöstlichen Steiermark.

## Erfolge

### SK Sturm Graz
- Vizemeister mit dem SK Sturm Graz: 1980/81
- UEFA-Cup-Viertelfinalist: 1983/84
- drittmeiste Einsätze für den SK Sturm mit 410 Einsätzen

### VSE St. Pölten
- Aufstieg in die Bundesliga: 1987/88

## Privat
Beruflich war Andy Pichler Behindertenbeauftragter im Sozialreferat des Landes Steiermark. Er wohnt mit seiner Frau in Übersbach bei Fürstenfeld. Sein Sohn Armin war Spieler in der Steirischen Landesliga.

## Sonstiges
- Pichler kandidierte für die Fußball-Bundesliga (Österreich) an den ORF-Publikumsratswahlen 2001 im Bereich Sport. Am Ende der Wahlen kam er auf 111 Stimmen. Die Wahlen im Bereich Sport konnte Stephanie Graf mit 24.032 Stimmen für sich entscheiden.[4]

- Bei der Generalversammlung des SK Sturm Graz am 18. Jänner 2016 wurde er zusammen mit Günther Neukirchner und Mario Haas als Ehrenkapitän ausgezeichnet.[5]